# Wilhelm Rehbein
Wilhelm Rehbein (* 1776; † 30. Dezember 1825) war ein deutscher Arzt.

## Leben
Wilhelm Rehbein war ein Arzt des Klassischen Weimar. Seit 1816 war er Hofmedicus im Großherzogtum Sachsen-Weimar-Eisenach, seit 1822 Leibmedicus und seit 1818 auch Hausarzt Goethes. Rehbein begleitete Goethe auch seit 1818 zu dessen Reisen in die böhmischen Bäder. Ab November 1823 schildert Johann Peter Eckermann in seinen Gesprächen mit Goethe dessen Badereisen und schildert Rehbeins Wirken dabei. Rehbein war auch an den Tischgesprächen bei Goethe anwesend. Goethe nannte den mit ihm befreundeten Rehbein einen Einsichtigen und sorgfältigen Arzt. Goethe sprach mit ihm, wie übrigens mit anderen Ärzten auch, über medizinische Themen.  Rehbein war einer Überlieferung nach fast stündlich bei der sterbenden Christiane von Goethe. So jedenfalls versicherte es Adolf Stahr im Juni 1816. Nach dessen Tod wurde Mitte 1826 Carl Vogel sein Nachfolger. Nach dem 1828 erfolgten Tod von Wilhelm Ernst Christian Huschke lag die Behandlung Goethes ausschließlich in Vogels Händen. Unmittelbar nach Rehbeins Tod hatte einem Brief von Heinrich Karl Friedrich Peucer an Karl August Böttiger vom 22. Juni 1826 zufolge der Arzt, Bergrat, Stadtphysikus und Regimentsarzt in Weimar Friedrich Wilhelm Wahl (1778–1830) Goethes Behandlung übernommen.
Rehbein erhielt 1825 den Sachsen-Weimarischen Weißen Falkenorden.